# Galium adhaerens
Galium adhaerens är en måreväxtart som beskrevs av Pierre Edmond Boissier och Benedict Balansa. Galium adhaerens ingår i släktet måror, och familjen måreväxter. Inga underarter finns listade i Catalogue of Life.